# Al-Hafiz
Abu’l-Maimun Abd al-Madschid ibn Muhammad (arabisch ابو ميمون عبد المجيد بن محمد, DMG Abūʾl-Maimūn ʿAbd al-Maǧīd ibn Muḥammad; * September 1074 in Aschkelon; † 10. Oktober 1149 in Kairo) war unter dem Herrschernamen al-Hafiz li-din Allah (arabisch الحافظ لدين الله, DMG al-Ḥāfiẓ li-dīn Allāh) der elfte Kalif der Fatimiden (1130–1149) und der einundzwanzigste Imam der Schia der Hafizi-Ismailiten.

## Leben
Als Prinz soll Abd al-Madschid bereits beim Anschlag gegen den regierenden Wesir al-Afdal Schahanschah im Jahr 1121 verwickelt gewesen sein, sofern dieser nicht der offiziellen Version gemäß von Nizari-Ismailiten (alias „Assassinen“) ermordet wurde.
Nach der Ermordung seines Vetters, Kalif al-Amir, am 7. Oktober 1130 übernahm Abd al-Madschid die nominelle Regentschaft über das Fatimidenkalifat wohl für den unmündigen Sohn des Vetters Abu l-Qasim at-Tayyib. Um die tatsächliche Herrschaft aber stritten sich die Militärbefehlshaber, von denen Abd al-Madschid am 21. Oktober 1130 zur Ernennung des Abu Ali Ahmad „Kutaifat“ als Wesir genötigt wurde, der ein Sohn des al-Afdal war und die Kalifenfamilie verachtete. Von ihm wurde Abd al-Madschid sogleich in einen Kerker gesperrt und wahrscheinlich war der Wesir auch am zeitgleich erfolgten Verschwinden des kleinen at-Tayyib verantwortlich. Tatsächlich war das Fatimidenkalifat seither ohne Kalif. Am 8. Dezember 1131 fiel Kutaifat seinerseits einer Verschwörung loyaler Anhänger der Dynastie zum Opfer. Noch am selben Tag wurde Abd al-Madschid von den Verschwörern aus seinem Gefängnis befreit und wieder als Regent eingesetzt. Wohl nachdem man den verschwundenen at-Tayyib für tot erklärte, wurde der Regent am 23. Januar 1132 unter dem Herrschernamen al-Ḥāfiẓ li-dīn Allāh („der Bewahrer der Religion Gottes“) zum neuen Kalif und Imam der Mustali-Ismailiten proklamiert, womit das mehr als ein Jahr dauernde Interregnum beendet wurde.
Das Kalifat des al-Hafiz stand von Beginn an auf schwachen Fundamenten. Er ist der erste Kalif und Imam der nicht unmittelbar seinem Vater nachgefolgt war. Seine Amtsübernahme wurde durch eine angeblich von al-Amir zu seinen Gunsten ausgestellte Designation (naṣṣ) legitimiert, der seinen Cousin als Nachfolger bestimmt habe wie einst schon der Prophet Mohammed seinen Cousin Ali mit der Führung der Gläubigen designiert habe. Die Designation des al-Hafiz wurde allerdings nur von den Ismailiten in Ägypten, sowie in Aden und Sanaa anerkannt. Jene des jemenitischen Hochlandes und in Indien aber erkannten den verschwundenen at-Tayyib als ihren rechtmäßigen Imam an, der in die Verborgenheit entrückt sei und dessen Wiederkehr seither von ihnen erwartet wird. Nach der 1094 eingetretenen Spaltung der Ismailiten in die Zweige der Nizari-Ismailiten und Mustali-Ismailiten, wurden letztere nun in die Zweige der Tayyibi-Ismailiten und Hafizi-Ismailiten gespalten.
An die Politik al-Amirs anknüpfend, suchte al-Hafiz die persönliche Herrschaft ohne einen Wesir auszuüben. Im Spätjahr 1132 konnte er noch den aus dem Maghreb kommenden Prätendenten Hussein ausschalten, ein Sohn des 1094 übergangenen Prinzen Nizar. Doch 1134 starb sein ältester Sohn und designierter Erbe Suleiman, worauf er seinen zweiten Sohn Haidara zum Thronfolger bestimmte. Gegen diese Entscheidung begehrte der dritte Sohn Hassan erfolgreich auf, der Kairo unter seine Kontrolle bringen und von seinem Vater die Ernennung zum neuen Thronfolger erzwingen konnte. Doch Prinz Hassan machte sich wegen seines brutalen Regimes schnell beim Heer unbeliebt. Von den revoltierenden Soldaten wurde al-Hafiz im Frühjahr 1135 genötigt, seinem Sohn den Giftbecher zu reichen. Außerdem musste er den im Heer beliebten Offizier Bahram zum neuen Wesir ernennen, einen christlichen Armenier, der in seinem Regime Christen und armenische Landsleute begünstigte, weshalb sich schnell eine muslimische Opposition bildete, die das Land in einen weiteren Bürgerkrieg stürzte. Im Februar 1137 musste Bahram sein Amt aufgeben und Kairo verlassen, worauf al-Hafiz den Anführer der Opposition Ridwan zum neuen Wesir ernennen musste. Der führte darauf eine muslimische Reaktion gegen Christen und Juden an, denen zuvor gewährte Rechte genommen und die als Kennzeichnung ihres Glaubens zum Tragen äußerlicher Symbole verpflichtet wurden. Ridwan war Sunnit und suchte das sunnitische Bekenntnis im schiitisch-ismailitischen Ägypten zu stärken. Sogar die Absetzung des Fatimidenkalifats beabsichtigte er, scheiterte damit aber an al-Hafiz und dem in Kairo noch immer einflussreichen ismailitischen Klerus. Am 31. Mai 1139 unternahm der Wesir einen Staatsstreich, indem er al-Hafiz durch einen seiner Söhne auf dem Kalifenthron austauschen wollte. Doch der Hofstaat blieb al-Hafiz treu, der den abtrünnigen Sohn exekutieren und Ridwan seines Amtes entheben ließ.
Die letzten zehn Jahre seines Lebens konnte al-Hafiz nun ohne einen Wesir die direkte Herrschaft ausüben. Vom Einfluss der mächtigen Heeresoffiziere befreite er sich, indem er Ministerposten nur noch an ausgebildete Fachleute vergab, darunter häufig Christen und Juden. Doch eine innere Befriedung Ägyptens gelang ihm dennoch nicht, weshalb der Kalif auf ein außenpolitisches Engagement mit Ausnahme einer freundschaftlichen Annäherung an König Roger II. von Sizilien verzichten musste. 1144 unternahm ein Onkel des Kalifen einen erfolglosen Staatsstreich und 1146 revoltierte der Befehlshaber des Heeres in Oberägypten. Im Mai 1148 gelang dem seit Jahren gefangenen Ridwan die Flucht, der einen Fluchttunnel aus seinem Kerker heraus gegraben hatte, der erst nach tagelangen kämpfen in Kairo durch Bestechung seiner Anhänger besiegt werden konnte. Im Juni 1148 musste al-Hafiz erneut einen Nachkommen des Nizar bekämpfen, der mit einem Heer aus dem Maghreb herangezogen war. Auch dieser konnte nur durch eine teure Bestechung seiner Gefolgsleute zu Fall gebracht werden.
Die fortwährende Anarchie im Land wurde durch eine anhaltende Dürreperiode verstärkt. Der Pegelstand des Nils sank in der Zeit des al-Hafiz kontinuierlich, bis er im Jahr 1148 unerwartet den Rekordstand von 19 Ellen und 4 Fingern erreichte, damit über die Ufer trat und die Stadtmauern von Kairo erreichte. Am 10. Oktober 1149 starb al-Hafiz im Alter von vierundsiebzig Jahren. Nach seinem Tod versank Ägypten endgültig in Anarchie, die erst durch die Machtübernahme des sunnitischen Sultans Saladin im Jahr 1171 beendet werden konnte.

## Söhne
- Suleiman († 1134).
- Haidara († vor 1149).
- Hassan († 1135).
- Yusuf († 1154).
- Dschibril († 1154).
- Abu’l-Mansur Ismail (* 1132, † 1154), zwölfter Kalif der Fatimiden unter dem Namen az-Zafir.

## Quelle
- Ibn Challikan: „Das Ableben bedeutender Persönlichkeiten und die Nachrichten über die Söhne der Zeit“ (Wafayāt al-aʿyān wa-anbāʾ abnāʾ az-zamān), hrsg. von William Mac Guckin de Slane: Ibn Khallikan’s biographical dictionary, Band 2, 1843, S. 179–181.